# Salix xanthicola
Salix xanthicola är en videväxtart som beskrevs av K.I. Christensen. Salix xanthicola ingår i släktet viden, och familjen videväxter. Inga underarter finns listade i Catalogue of Life.